# Ken Niimura
Ken Niimura (Madrid, 19 de octubre de 1981) es un autor de novela gráfica e ilustrador español de ascendencia japonesa. Sus obras más conocidas son Soy una matagigantes (2009), galardonada con el Premio Internacional de Manga en 2012 y adaptada al cine en 2018; y Umami (2018), ganadora del Premio Eisner al Mejor Cómic Digital en 2019. Actualmente reside en Tokio.

## Biografía

### Inicios
Niimura nació en Madrid en 1981 de padre japonés y madre española. Comenzó su formación con la artista Manuela Sánchez González y más adelante continuaría estudiando en la Escuela de Arte La Palma junto a artistas como Pepe Larraz, Esther Gili o Carlos Salgado, entre otros. Es licenciado en Bellas Artes por la Universidad Complutense de Madrid. También ha estudiado en el departamento de ilustración de la Academia Real de Bellas Artes de Bruselas con una beca Erasmus.

### 1997-2008: Inicio de carrera
Inició su carrera artística en el campo de la autoedición, siendo miembro fundador de proyectos como H Studios, Arruequen y el sello editorial Epicentro. A los 20 años publicó sus dos primeras obras, Two Sides (junto a Javier Bolado) y Underground love para la editorial Amaníaco, con la que ha trabajado en posteriores ocasiones. Ha sido ilustrador para revistas como Dokan, Minami o Shirase, así como en proyectos como la serie de libros Japonés en Viñetas (escrita por Marc Bernabé) y en distintas campañas publicitarias como las realizadas para Repsol, el Salón del Manga de Barcelona o el canal de televisión Cuatro, realizando para este último las ilustraciones que aparecían en el programa La noche manga. Es también autor de la portada y el spot del libro Los niños vienen sin manual de instrucciones de la Doctora en Psicología Montserrat Giménez.
En 2007, participó en el Proyecto Lingua Comica promovido por la Fundación Asia-Europa (ASEF) junto a otros profesionales del cómic asiáticos y europeos como Sarnath Banerjee, Gerald Gorridge o Kôsei Ono, entre otros.
En los comienzos de su carrera es cuando empieza a publicar numerosas historias cortas en revistas y fanzines españoles, como "Oni" (2001), publicada en el monográfico La senda del Samurai (Arruequen), gracias a las que le fueron concedidos numerosos reconocimientos a nivel nacional.

### 2009-2015:Soy una matagigantesyHenshin
Se muda a París, donde comienza a trabajar en Soy una matagigantes (I Kill Giants, 2009), guionizada por Joe Kelly y publicada por Image Comics para el mercado estadounidense. Esta obra obtuvo una nominación al Premio Eisner en 2010 en la categoría de "mejor cómic juvenil" y fue galardonada con el Premio Internacional de Manga en 2012. Además, cuenta con una adaptación a película, I Kill Giants, de 2018.
El éxito de Soy una matagigantes le lleva a colaborar con revistas internacionales como Black (Italia), Mandala (Japón), Popgun (EE. UU.), C'est Bon Anthology (Suecia), Spera (EE. UU.) o Fluide Glamour (Francia). Todas estas historias cortas fueron recopiladas en Traveling (Norma Editorial, 2014).
Tras establecer su residencia en Japón, en 2013 comienza la serie Henshin para la revista Monthly Ikki de Shogakukan, cuyos 13 episodios han sido recogidos en un álbum recopilatorio, conformándose en una suerte de diario ficcionado de su vida en Tokio.
Continuó trabajando como ilustrador realizando proyectos como la edición especial del aclamado juego de cartas Love Letter de Seiji Kanai, o para la publicación Slate, además de colaborar con el grupo de música The Naked and Famous, los cuales publicaron su single I Kill Giants (2013) inspirado en la obra homónima de Niimura. En esta época también publica historias autoconclusivas en The Amazing Spiderman y Gotham Academy.

### 2016-2022:Umami,No lo abras jamásyPeni Parker
En 2017 comienza a editar el webcómic Umami a través de Panel Syndicate, que narra las aventuras de dos cocineras en un mundo fantástico y que obtuvo el Premio Eisner en 2019 en la categoría de "mejor cómic digital".
Tras un trabajo de unos 3 años y moviéndose entre Japón, Europa y EE. UU., publica No lo abras jamás (2021), que reinterpreta las leyendas japonesas de Urashima Tarô, la gratitud de la grulla e Ikkyu-san. La edición original se publica a través de Astiberri.
Un año más tarde, en 2022, sale a la luz el webcómic Peni Parker: After School (Marvel), la primera historia larga que tiene como protagonista a la popular Peni Parker aparecida en la película Spider-man: Into the Spider Verse.
Como ilustrador, durante estos últimos años ha trabajado para L'Oreal China, la cervecera española Mahou, Judd Apatow, el grupo de J-Rock Grapevine o NHK Broadcasting Japan, entre otros. Además, es autor del apartado gráfico del videojuego Twinbee LOOP!, premiado con el Konami Action & Shooting Contest en 2022.

### 2023-Actualidad:Immortal Sergeant
Su último trabajo, Immortal Sergeant (2023, Image Comics), le reúne de nuevo junto a Joe Kelly para traer a la vida una road movie en la que un curtido comisario sale en busca de un asesino junto a su hijo.
En este mismo año colaboró con Alyssa Wong en Sparkle & Shine, la primera historia de Venom protagonizada por Necroko, la cual obtuvo una reacción muy positiva por parte de los lectores.

## Enseñanza
Como docente, Niimura ha impartido cursos sobre cómic y manga en la Universidad de Salamanca, Casa Asia, y la Casa de la Cultura de Japón en París, entre otros centros:
- 2008 y 2009: Centro Cultural Hispano-Japonés (Salamanca, España).
- 2008 y 2010: Maison de la Culture du Japon à Paris (parís, Francia).
- 2019: The Animation Workshop (Viborg, Dinamarca).
- 2019 y 2022: School of Visual Arts (Nueva York, EE. UU.).

## Exposiciones
| Año  | Título                        | Otros artistas | Espacio                                    | País        |
| ---- | ----------------------------- | -------------- | ------------------------------------------ | ----------- |
| 2008 | Images d'un monde flottant    |                | Château de la Chesnaie                     | Francia     |
| 2010 | Imágenes de un mundo flotante |                | Studio Banana                              | España      |
| 2014 | Chez Niimura                  |                | Gallery Antenna                            | Japón       |
| 2014 | Chez Niimura                  |                | XX Barcelona Manga Convention              | España      |
| 2016 | Making a Scene                |                | The Lakes International Comic Art Festival | Reino Unido |
| 2018 | Otogibanashi                  | Miki Yamamoto  | Pinpoint Gallery                           | Japón       |
| 2019 | Ken Niimura Exhibition        |                | Manga Night Books                          | Japón       |
| 2023 | Lo mejor del Siglo de Oro     |                | Embajada de España en Japón                | Japón       |

## Jurado
Como jurado, Niimura ha formado parte de:
- 2006: Festival de Cine de Sitges (España)
- 2019: Wacom International Comic/Manga School Contest (Japón)
- 2021: The Golden Pinwheel Young Illustrators Competition (China)

## Estilo
Como resultado del influjo recibo del cómic japonés, español y estadounidense, el estilo de Niimura se caracteriza por su ingenio y dinamismo. 
Al bagaje multicultural de Niimura se une la también influencia que han ejercido sobre él la posibilidad de acceder y nutrirse de cómics de muy distintos lugares y herencias, así como el hecho de haber vivido en varias partes del mundo, aprendiendo sobre las diferentes escenas del cómic.
Umami supuso un punto de inflexión en el estilo del autor. Resultado de un arduo proceso, esta obra episódica permitió a Niimura experimentar y buscar su propia voz, influenciando sus posteriores trabajos. Además, sobre la publicación de Umami como webcómic, dice el autor: "Hay una comunicación mucho más fluida y sin filtros entre el artista y el lector que no tiene precio y que nos ayuda a mantenernos motivados".
Asegura trabajar sin guion, a la manera japonesa, directamente sobre el storyboard.

## Obra

### Novela gráfica
| Año       | Título                             | Otros autores | Editorial        | Otras ediciones     |
| --------- | ---------------------------------- | ------------- | ---------------- | ------------------- |
| 2001      | Underground love                   |               | Amaníaco         |                     |
| 2002      | Clockworld                         |               | Amaníaco         |                     |
| 2003      | Otras jaulas                       |               | Astiberri        |                     |
| 2004      | En el camino de la madeja          |               | Astiberri        |                     |
| 2005      | Historietas                        |               | Recerca          |                     |
| 2006      | Qu4ttrocento                       |               | Dolmen           |                     |
| 2009      | Soy una matagigantes               | Joe Kelly     | Image Comics     | Norma (español)     |
| 2011      | Zero: JM Ken Niimura Illustrations |               | Image Comics     | Norma (español)     |
| 2015      | Henshin                            |               | Shōgakukan       |                     |
| 2014      | Traveling                          |               | Norma            |                     |
| 2017-2018 | Umami                              |               | Panel Syndicate  |                     |
| 2021      | No lo abras jamás                  |               | Astiberri        |                     |
| 2022      | Peni Parker: After School          |               | Marvel Unlimited |                     |
| 2023      | Immortal Sergeant                  | Joe Kelly     | Image Comics     | Astiberri (español) |

### Historias cortas
| Año  | Título                                  | Otros autores | Publicación                | Editorial       | País    |
| ---- | --------------------------------------- | ------------- | -------------------------- | --------------- | ------- |
| 2007 | La juste                                | Arnaud Bureau | Le Soir                    | Journal le Soir | Bélgica |
| 2008 | Las increíbles aventuras de Supercarlos |               | Black #9                   | Coconino Press  | Italia  |
| 2008 | La mala suerte                          | Iván Ferreiro | Mentiroso mentiroso        | Astiberri       | España  |
| 2009 | The other woman                         | Joe Kelly     | Amazing Spiderman #612     | Marvel Comics   | EE. UU. |
| 2009 | Kin iro no sakana wo otte               |               | Mandala #3                 | Kodansha        | Japón   |
| 2010 | Norah's last night in NYC               | Joe Kelly     | Amazing Spiderman #647     | Marvel Comics   | EE. UU. |
| 2013 | Just a kiss                             |               | Spera vol. 3               | Archaia         | EE. UU. |
| 2016 | Boring Sundays                          |               | Gotham Academy #16         | DC Comics       | EE. UU. |
| 2018 | Heartless                               | Joe Kelly     | Tezucomi #1                | Micro Magazine  | Japón   |
| 2021 | Traditional Pink Sushi                  |               | Marvel Voices: Identity #1 | Marvel Comics   | EE. UU. |
| 2022 | My Dream House                          |               | Nichi Getsu Ten Stories    | Two Virgins     | Japón   |
| 2023 | Sparkle and Shine                       | Alyssa Wong   | Extreme Venomverse #4      | Marvel Comics   | EE. UU. |
| 2024 | Heartless                               | Joe Kelly     | Tezucomi #2                | Magnetic Press  | EE. UU. |

## Premios y nominaciones
| Año  | Reconocimiento                | Categoría           | Obra                 | Resultado |
| ---- | ----------------------------- | ------------------- | -------------------- | --------- |
| 2010 | Premio Eisner                 | Mejor cómic juvenil | Soy una matagigantes | Nominado  |
| 2012 | Premio Internacional de Manga |                     | Soy una matagigantes | Ganador   |
| 2019 | Premio Eisner                 | Mejor cómic digital | Umami                | Ganador   |

## Adaptaciones de su obra
Soy una matagigantes (2009), nominada a un Premio Eisner en 2010 en la categoría "mejor cómic juvenil" y galardonada en 2012 con el Premio Internacional de Manga, cuenta con una adaptación a película, I Kill Giants (2018), protagonizada por Madison Wolfe, Zoe Saldaña e Imogen Poots. Fue estrenada en el Festival Internacional de Cine de Toronto en 2017, y en cines en EE. UU. en 2018. Actualmente, la película puede verse en la plataforma de streaming Netflix.